# Rimac Concept One
El Rimac Concept One (algunas veces estilizado como «Concept_One») es un automóvil superdeportivo eléctrico producido por el fabricante croata Rimac Automobili, con sede central en Sveta Nedelja (Zagreb). Comenzó su desarrollo en 2009 y entraría en producción en 2015.

## Vista general
Es un cupé de dos puertas de altas prestaciones. Ha sido diseñado exteriormente por Pininfarina a través de Adriano Mudri, mientras que el interior ha sido por parte de Goran Popović. Rimac empezó su construcción a principios de 2015, con una producción limitada a únicamente ocho unidades. Su precio de venta era de unos 813 250 €. Ha sido descrito como el primer superdeportivo eléctrico del mundo.

## Diseño

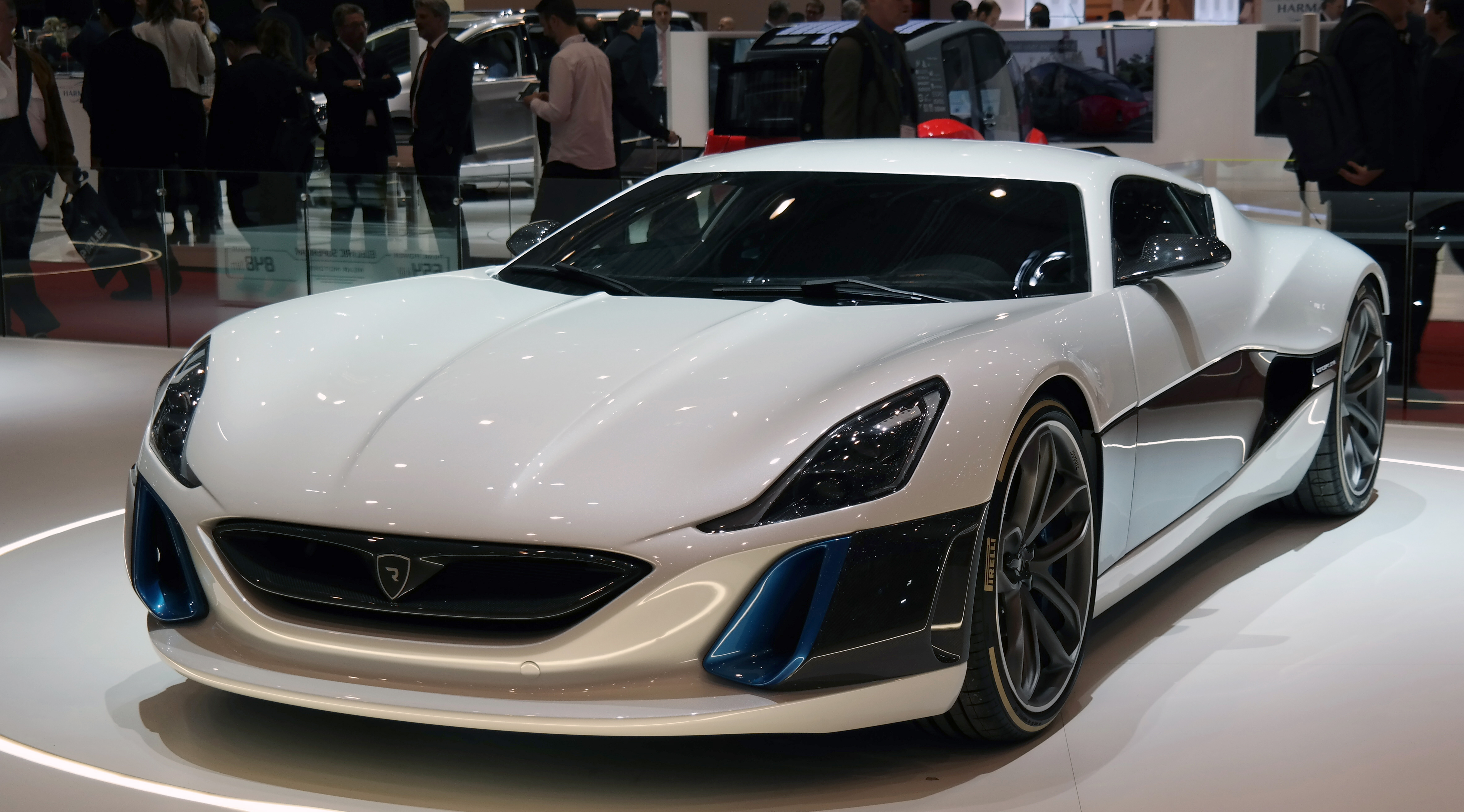
En el Salón del Automóvil de Ginebra de 2017

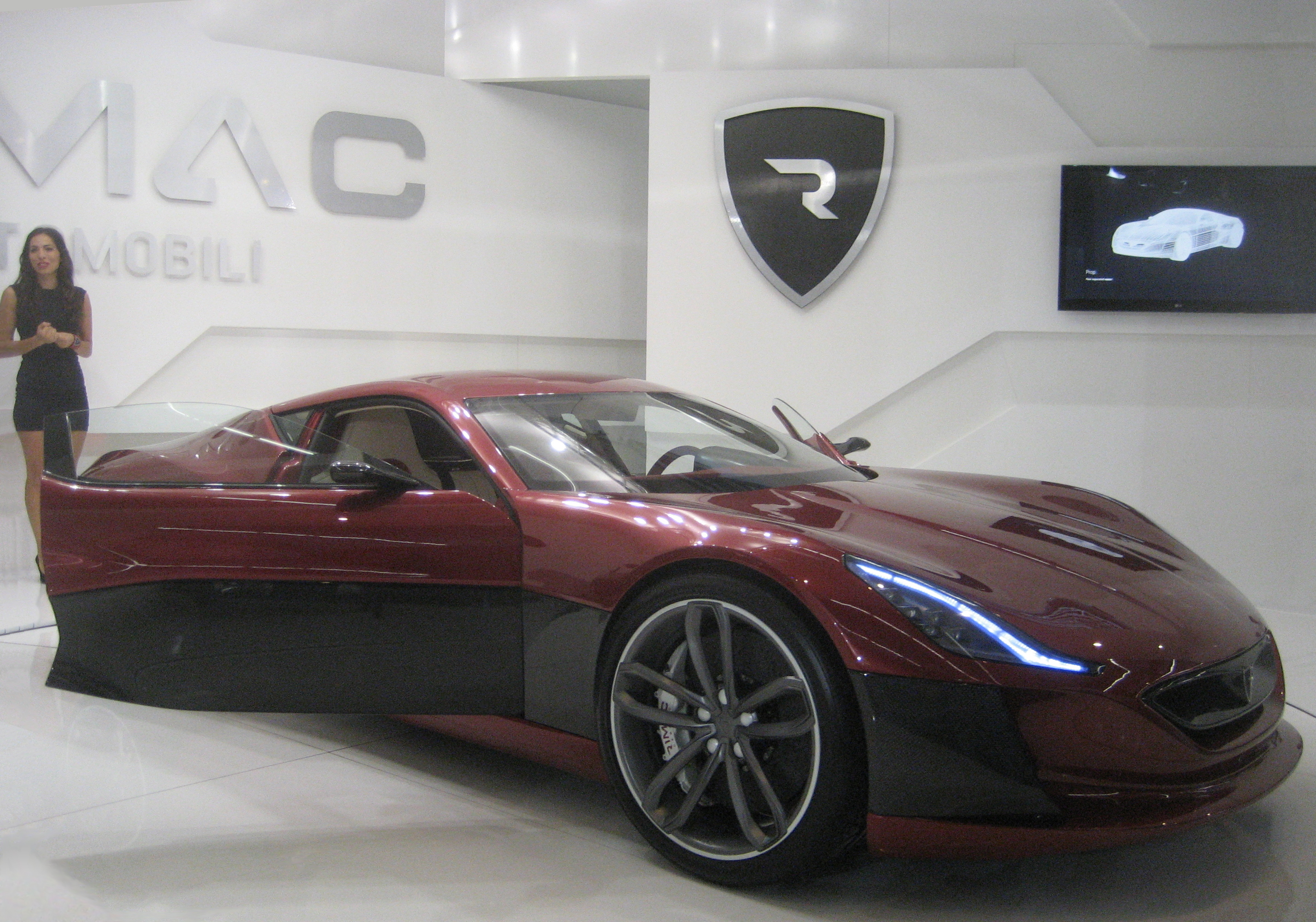
En el Salón del Automóvil de Fráncfort de 2011

Tiene unas dimensiones de 4146 mm (163,2 pulgadas) de largo, 1854 mm (73,0 pulgadas) de ancho, 1070 mm (42,1 pulgadas) de altura y una batalla de 2563 mm (100,9 pulgadas). Su peso es de 1850 kg (4079 libras) con una distribución de 42% en la parte delantera y 58% en la trasera. Su carrocería es de fibra de carbono y el chasis es de cromo-molibdeno, con elementos de aluminio y también de fibra de carbono.
Equipa cuatro motores eléctricos síncronos de imanes permanentes en corriente continua, con carcasa de aluminio limitado a 12000 rpm: dos delanteros y dos traseros de 500 kW (680 CV; 671 HP) y 600 kW (816 CV; 805 HP) de potencia, respectivamente, aunque la potencia total combinada del sistema se ha limitado a 913 kW (1241 CV; 1224 HP), por lo que su relación potencia a peso es de 661,8 HP/T. Su par máximo es de 1600 N·m (1180 lb·pie) disponible a las 6500 rpm. Todo el sistema está refrigerado por una mezcla compuesta por líquido y etilenglicol.
La motorización forma un par conjuntos de dos motores simétricos cada uno: los delanteros están conectados a cada rueda delantera por medio de dos cajas reductoras simples, mientras que los motores traseros se conectan a cada rueda trasera por medio de dos transmisiones de doble embrague de dos velocidades. Esta configuración permite que el Concept_One esté equipado con el sistema Wheel Torque Vectoring System (R-AWTV), que distribuye el par motor a cada rueda individualmente para que el control del vehículo se adapte a las condiciones de conducción. Dicho control puede ser ajustado por el conductor.
El sistema de almacenamiento es mediante un paquete de baterías del tipo LiNiMnCoO2, cuya capacidad total es de 82 kWh (295 MJ). Es capaz de dar picos de 1000 kW (1360 CV) de potencia durante las aceleraciones. Están refrigeradas por líquido y su voltaje es de 650 V en CC. Para su recarga en corriente alterna dispone de un cargador interno de 22 kW, mientras que para una recarga en corriente continua el sistema admite hasta 120 kW (163 CV) de potencia. Los sistemas de protección y seguridad son redundantes.
La suspensión trasera y delantera es de doble horquilla tipo pushrod ajustable en altura por acción hidráulica. Los neumáticos delanteros son Pirelli P Zero 245/35 R20 pulgadas (50,8 cm) mientras que los traseros son 295/30 R20 pulgadas (50,8 cm).
Los frenos delanteros y traseros son de disco cerámicos ventilados de 390 mm (15,4 pulgadas) y 380 mm (15 pulgadas) de diámetro, de 36 mm (1,4 pulgadas) y 34 mm (1,3 pulgadas) de ancho, con pinzas de seis y cuatro pistones respectivamente. El freno regenerativo tiene una regeneración máxima de 400 kW (544 CV), para el cual el conductor puede ajustar dicha potencia.

## Rendimiento
Es capaz de acelerar de 0 a 100 km/h (0 a 62 mph) en 2.6 segundos, de 0 a 200 km/h (0 a 124 mph) en 6.2 segundos y de 0 a 300 km/h (0 a 186 mph) en 14.2 segundos. Su velocidad máxima está limitada electrónicamente a 340 km/h (211 mph) para no comprometer en exceso la autonomía. La distancia de frenado desde 100 a 0 km/h (62 a 0 mph) la logra en 31,5 m (103,3 pies). Las baterías proporcionan una autonomía de 300 a 400 km (186 a 249 millas), aunque puede variar dependiendo del estilo de manejo.
Es el segundo automóvil eléctrico más veloz del mercado y uno de los pocos superdeportivos del mundo que logra el 0 a 300 km/h (0 a 186 mph) en menos de 15 segundos.

## Producción
Inicialmente la empresa iba a ensamblar 88 unidades, aunque la producción estará limitada finalmente a ocho unidades, de las cuales seis ya estaban vendidas, cada una de ellas por un precio de unos 813 250 €. La producción comenzó a principios de 2015 y a lo largo de 2016 se iban entregando a sus propietarios.

## Prototipos
Antes de sacar la versión final de producción, que fue presentada en el Salón del Automóvil de Ginebra de 2016, Rimac creó su primer prototipo en 2009 de color rojo y en 2014 un segundo prototipo de color azul. Estos tenían 1088 HP (1103 CV; 811 kW) de potencia y ambos aceleraban de 0 a 100 km/h (62 mph) en 2.8 segundos, sus velocidades máximas estaban limitadas de 305 a 325 km/h (190 a 202 mph), respectivamente, los cuales pesaban 1950 kg (4299 libras) y sus baterías eran de 92 kWh (331 MJ). El primer prototipo tenía reductoras simples para conectar cada motor a cada rueda, mientras que el segundo prototipo tenía, al igual que la versión final, dos reductoras simples en las ruedas delanteras y dos transmisiones de dos velocidades en las ruedas traseras.

## Fórmula E

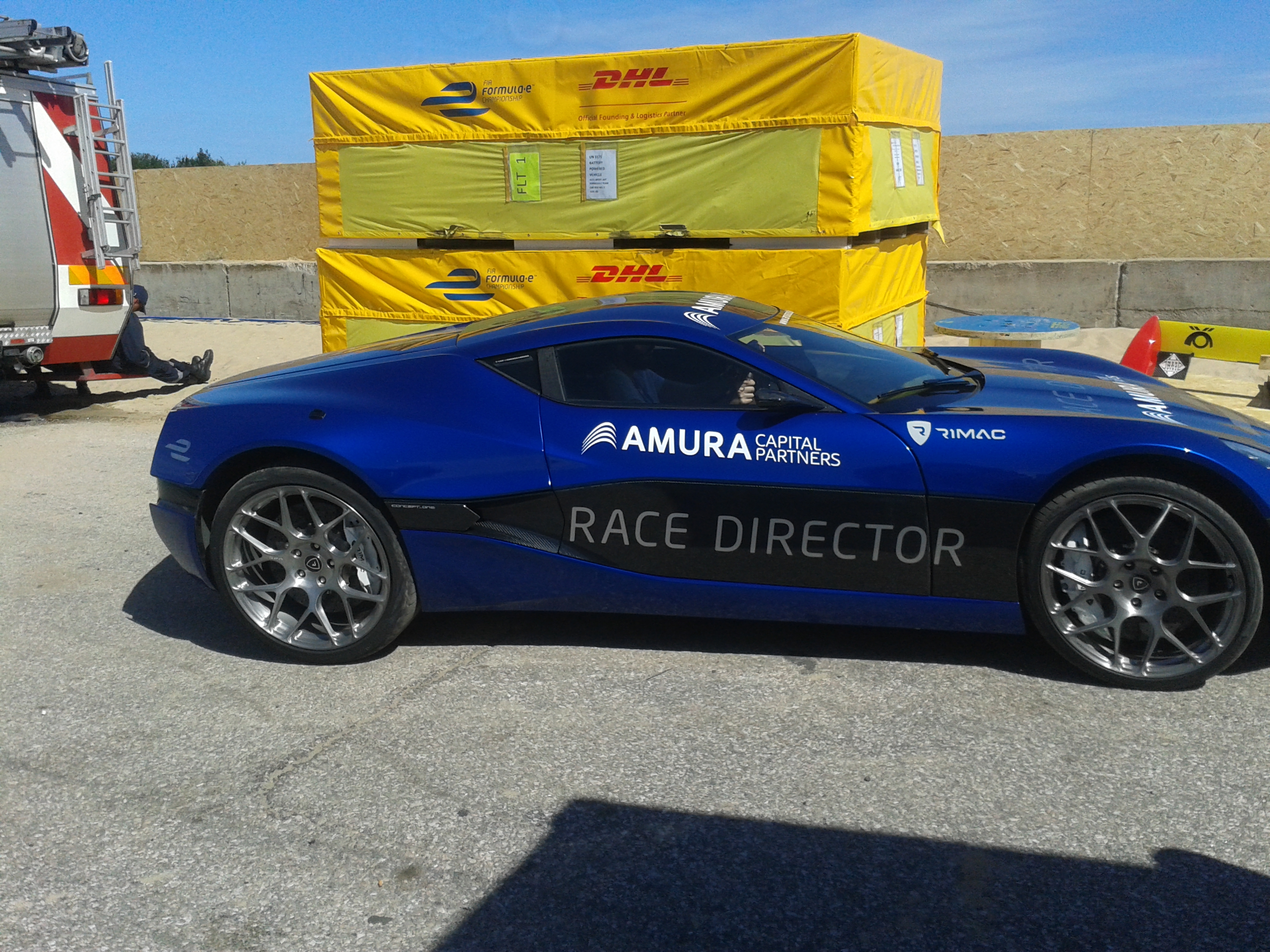
Como Race Director en la Fórmula E.

La segunda unidad-prototipo de Rimac es usada como Race Director en la competición de monoplazas eléctricos Fórmula E. A diferencia del primer prototipo, el conjunto de motorización de esta unidad produce un característico silbido. que se asemeja al sonido de los monoplazas Spark-Renault SRT 01E, así como a otros coches eléctricos del mercado como el Saleen GTX.

## Accidente
El 10 de junio de 2017, uno de los modelos sufrió un fuerte accidente mientras se estaban realizando grabaciones para el programa The Grand Tour en Suiza, con el presentador Richard Hammond al volante, quien resultó lesionado.[cita requerida]